# Tagliata Bariola
La tagliata Bariola fu una tagliata stradale militare italiana che doveva sbarrare l'accesso per il Pian delle Fugazze alle truppe dell'Impero austro-ungarico durante la prima guerra mondiale.

## Storia

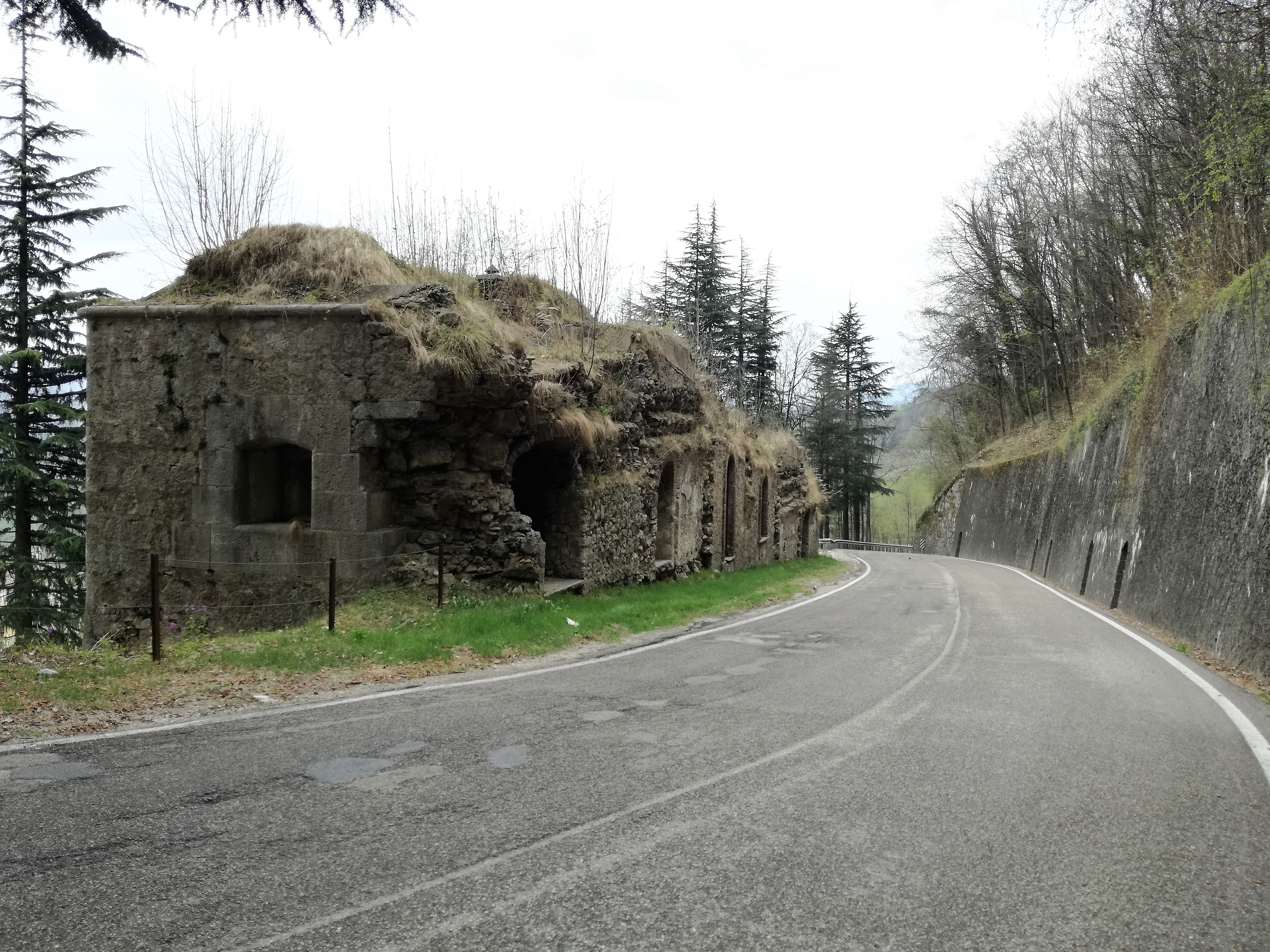
Vista della tagliata

La fortificazione fu edificata verso la fine del 1800 e si trova lungo la strada statale 46 del Pasubio, tra la località di Sant'Antonio e quella di Guarda all'interno del territorio comunale della Valli del Pasubio ad un'altezza sul livello del mare pari a circa 600 metri. Quest'opera, assieme al forte Monte Maso, costituiva lo sbarramento per interdire l'accesso dal Pian delle Fugazze.
La tagliata stradale è stata costruita in pietrame per poter resistere alle granate utilizzate nel combattimento ravvicinato. Essa presenta una casamatta disposta su due livelli di cui quello inferiore è posto sotto il livello della strada.
Vi si trovano anche l'attraversamento stradale, parzialmente coperto, e il piazzale adiacente, anch'esso scoperto. Questi due sono posti in posizione defilata in modo tale che non sia visibile dall'esterno una copertura in muratura. Entrambi i fossati, quello del fronte e quello di gola, sono attraversati da ponti levatoi. Gli spalti, sia quello di fronte che quello della gola, sono a "scarpa piatta", mentre quello sui lati esterni è a angolo smussato.
Durante la prima guerra mondiale non fu mai coinvolta in azioni belliche e perse ogni importanza strategica dopo l'esaurirsi della Strafexpedition nel giugno 1916 e il successivo consolidamento del fronte.
Negli anni 1930 fu parzialmente demolita in modo tale da agevolare lo scorrere del traffico. Più recentemente sono stati messi al sicuro tutti i possibili accessi in modo che non è più possibile entrare nella fortificazione.
Tra il 2006 e il 2008, la regione Veneto ha risistemato la vegetazione che vi era attorno alla fortezza e l'ha messa in sicurezza dai detriti che si stavano staccando da essa.

## Armamento

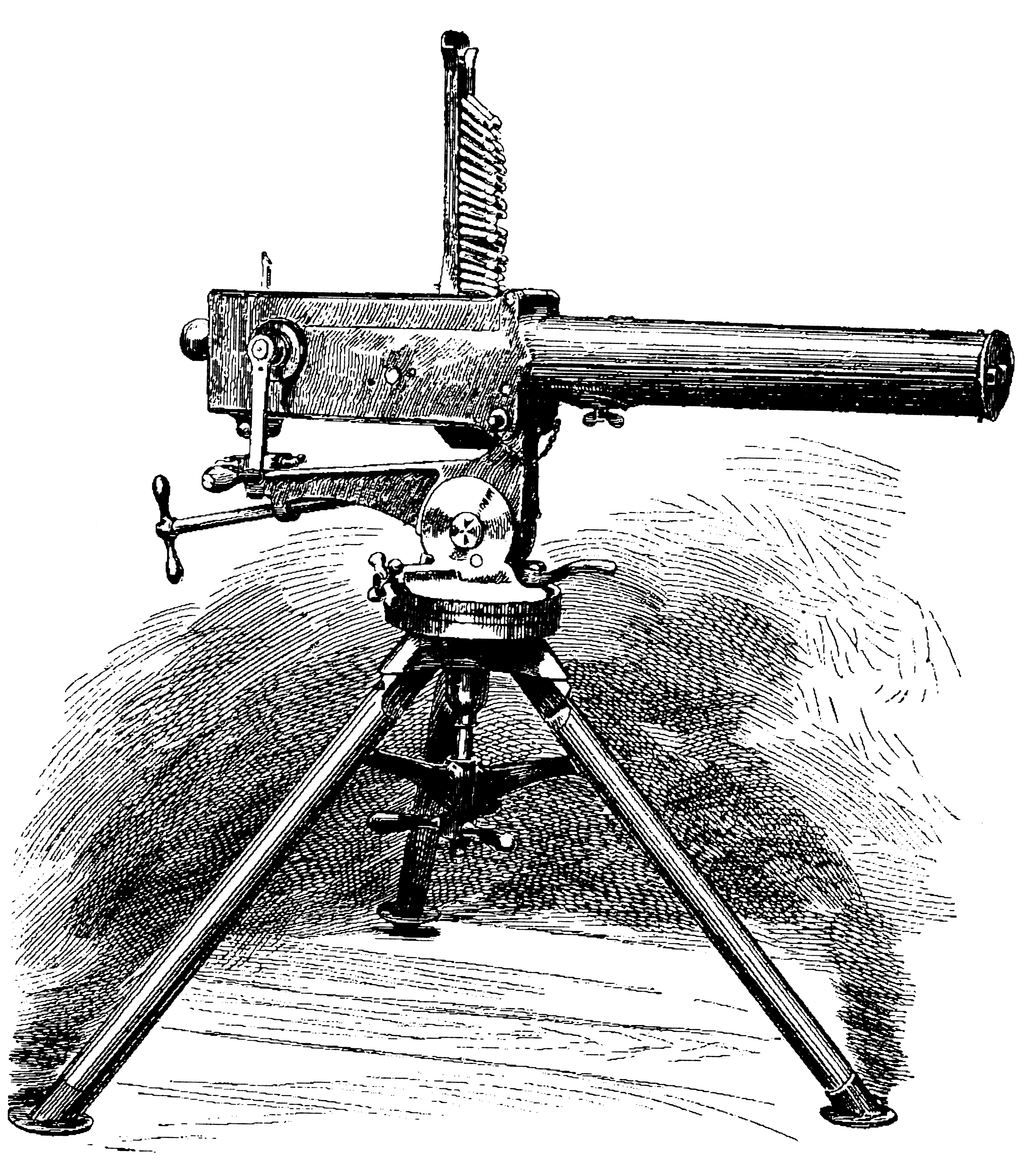
Esemplare di mitragliatrice Gardner

### Armamento principale
- 4 cannoni a tiro rapido Nordenfelt da 42 mm su affusto a candeliere in casamatta.[3]

### Armamento secondario
- 2 cannoni da 87B;[3]
- 4 mitragliatrici Gardner da 10,33 mm.[3]

## Vie d'accesso
Per giungere alla tagliata si parte dalla città di Schio prendendo la strada statale 46 del Pasubio che attraversa la val Leogra sino ad arrivare alla località di Sant'Antonio; da qui si devono percorrere due tornanti e una salita rettilinea fino a giungere la tagliata. Arrivati li si possono scorgere l'intatta facciata, i resti di un fossato e alcune feritoie per la difesa ravvicinata.